# Oenothera versicolor
Oenothera versicolor là một loài thực vật có hoa trong họ Anh thảo chiều. Loài này được Lehm. mô tả khoa học đầu tiên năm 1855.

## Hình ảnh

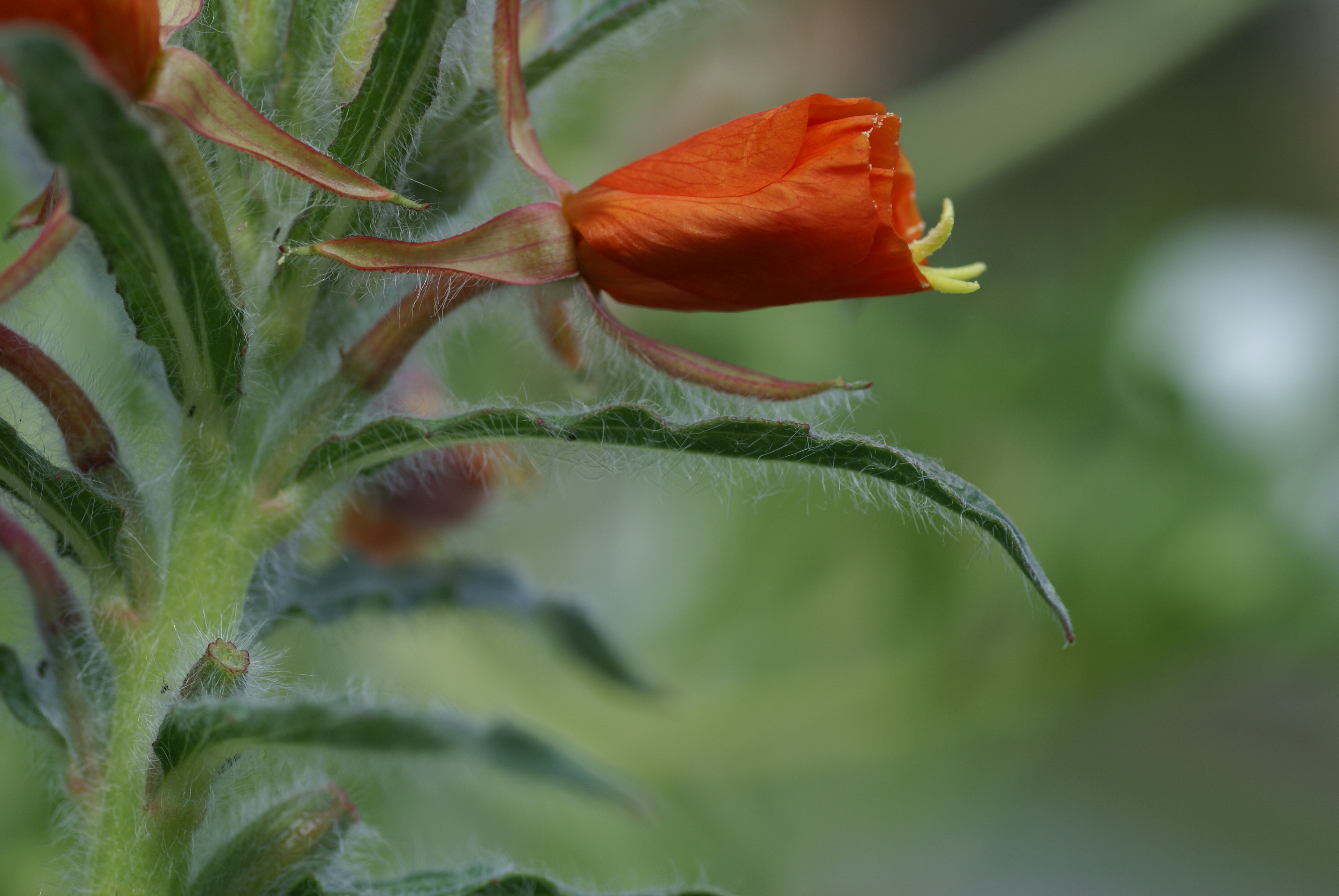
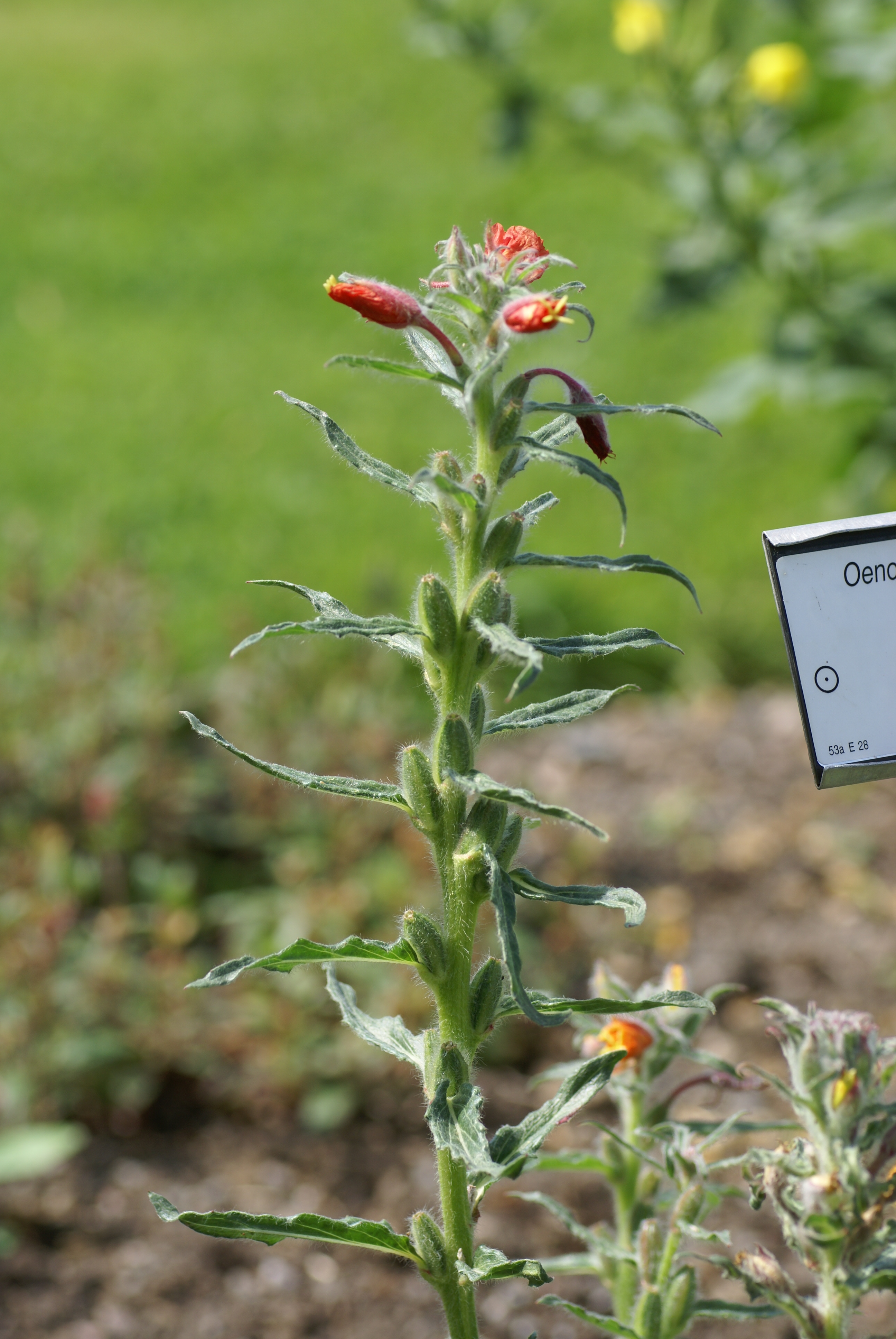
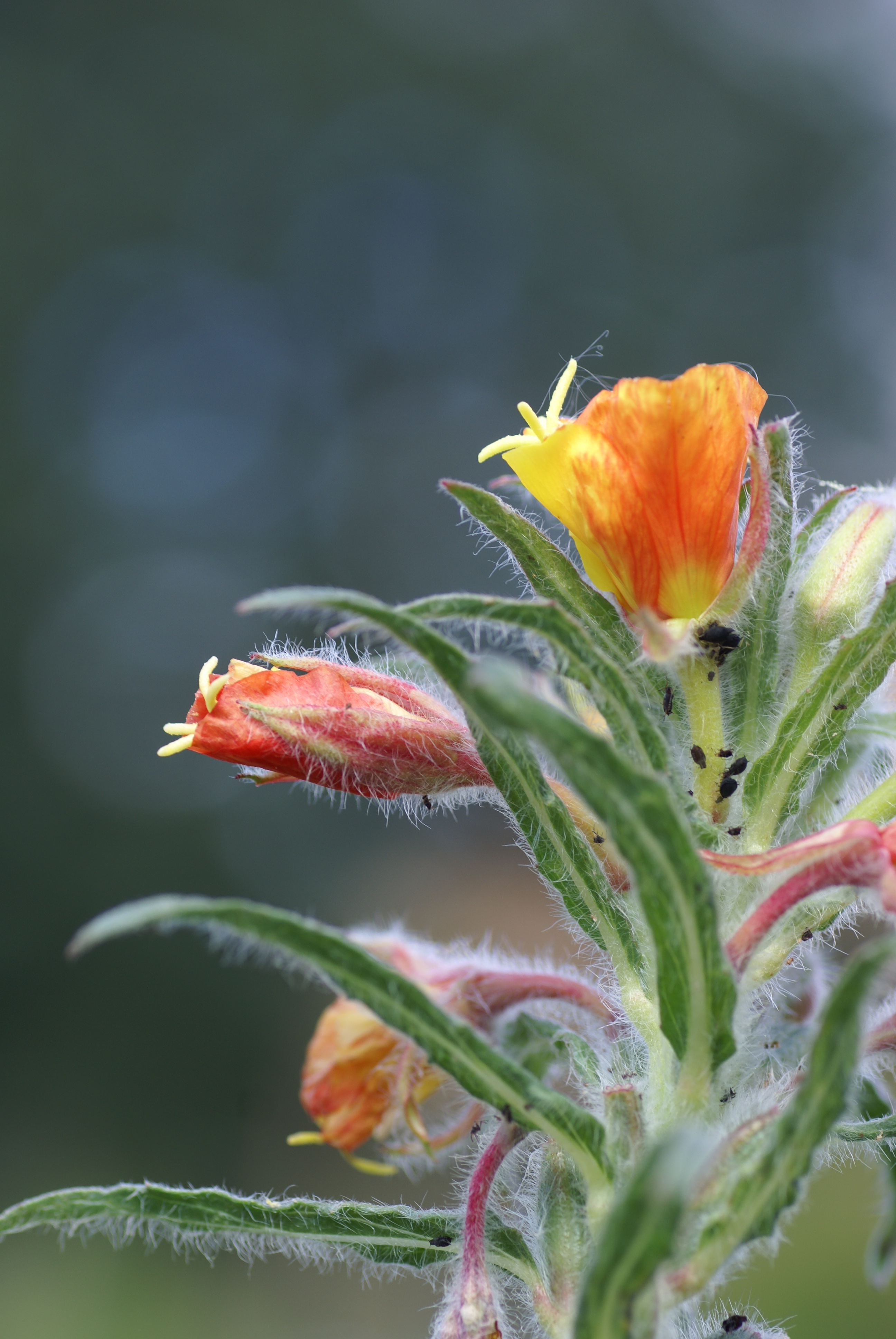